# Cheillé
Cheillé és un municipi francès, situat al departament de l'Indre i Loira i a la regió de Centre – Vall del Loira. L'any 2007 tenia 1.528 habitants.

## Demografia

### Població
El 2007 la població de fet de Cheillé era de 1.528 persones. Hi havia 612 famílies, de les quals 149 eren unipersonals (63 homes vivint sols i 86 dones vivint soles), 208 parelles sense fills, 204 parelles amb fills i 51 famílies monoparentals amb fills.
La població ha evolucionat segons el següent gràfic:
Habitants censats

### Habitatges
El 2007 hi havia 714 habitatges, 621 eren l'habitatge principal de la família, 56 eren segones residències i 38 estaven desocupats. 672 eren cases i 34 eren apartaments. Dels 621 habitatges principals, 483 estaven ocupats pels seus propietaris, 127 estaven llogats i ocupats pels llogaters i 10 estaven cedits a títol gratuït; 7 tenien una cambra, 55 en tenien dues, 107 en tenien tres, 175 en tenien quatre i 277 en tenien cinc o més. 547 habitatges disposaven pel capbaix d'una plaça de pàrquing. A 231 habitatges hi havia un automòbil i a 331 n'hi havia dos o més.

### Piràmide de població
La piràmide de població per edats i sexe el 2009 era:
| Homes | Edats   | Dones |
| ----- | ------- | ----- |
| 0     | 95 o +  | 0     |
| 0     | 90 a 94 | 4     |
| 4     | 85 a 89 | 8     |
| 4     | 80 a 84 | 16    |
| 28    | 75 a 79 | 28    |
| 24    | 70 a 74 | 36    |
| 32    | 65 a 69 | 40    |
| 52    | 60 a 64 | 44    |
| 40    | 55 a 59 | 56    |
| 24    | 50 a 54 | 36    |
| 44    | 45 a 49 | 32    |
| 80    | 40 a 44 | 72    |
| 48    | 35 a 39 | 40    |
| 60    | 30 a 34 | 56    |
| 32    | 25 a 29 | 36    |
| 12    | 20 a 24 | 16    |
| 32    | 15 a 19 | 40    |
| 40    | 10 a 14 | 28    |
| 36    | 5 a 9   | 44    |
| 36    | 0 a 4   | 20    |

## Economia
El 2007 la població en edat de treballar era de 980 persones, 779 eren actives i 201 eren inactives. De les 779 persones actives 711 estaven ocupades (374 homes i 337 dones) i 68 estaven aturades (26 homes i 42 dones). De les 201 persones inactives 82 estaven jubilades, 77 estaven estudiant i 42 estaven classificades com a «altres inactius».

### Ingressos
El 2009 a Cheillé hi havia 662 unitats fiscals que integraven 1.684,5 persones, la mediana anual d'ingressos fiscals per persona era de 18.091 €.

### Activitats econòmiques
Dels 48 establiments que hi havia el 2007, 1 era d'una empresa alimentària, 4 d'empreses de fabricació d'altres productes industrials, 12 d'empreses de construcció, 7 d'empreses de comerç i reparació d'automòbils, 3 d'empreses de transport, 2 d'empreses d'hostatgeria i restauració, 1 d'una empresa d'informació i comunicació, 1 d'una empresa financera, 5 d'empreses immobiliàries, 5 d'empreses de serveis, 5 d'entitats de l'administració pública i 2 d'empreses classificades com a «altres activitats de serveis».
Dels 14 establiments de servei als particulars que hi havia el 2009, 1 era una funerària, 2 paletes, 4 guixaires pintors, 2 fusteries, 2 lampisteries, 1 electricista i 2 agències immobiliàries.
Dels 3 establiments comercials que hi havia el 2009, 1 era una botiga de més de 120 m², 1 una botiga de menys de 120 m² i 1 una joieria.
L'any 2000 a Cheillé hi havia 29 explotacions agrícoles que ocupaven un total de 1.400 hectàrees.

## Equipaments sanitaris i escolars
L'únic equipament sanitari que hi havia el 2009 era una farmàcia.
El 2009 hi havia una escola elemental.

## Poblacions properes
El següent diagrama mostra les poblacions més properes.